# Pyxine endolutea
Pyxine endolutea är en lavart som beskrevs av Kalb. Pyxine endolutea ingår i släktet Pyxine och familjen Physciaceae.   Inga underarter finns listade i Catalogue of Life.